# Мичуринский (Алтайский край)
Мичу́ринский — посёлок в Рубцовском районе Алтайского края. Входит в состав Рубцовского сельсовета.

## Население
| 1997 | 1998 | 1999 | 2000 | 2001 | 2002 | 2003 | 2004 | 2005 | 2006 |
| ---- | ---- | ---- | ---- | ---- | ---- | ---- | ---- | ---- | ---- |
| 401  | ↗441 | ↗445 | ↗455 | ↘411 | ↗421 | ↗423 | ↗431 | ↘422 | ↗467 |
| 2007 | 2008 | 2009 | 2010 | 2011 | 2012 | 2013 |      |      |      |
| ↗471 | ↗478 | ↘477 | ↘460 | ↘453 | ↗472 | ↗477 |      |      |      |

## Транспорт
Ни одна транспортная автобусная линия, которая соединяет село с городом Рубцовск.